# Hemiscyllium henryi
Hemiscyllium henryi  (лат.) — вид семейства азиатских кошачьих акул отряда воббегонгообразных. Они обитают в западной части Тихого океана на глубине до 30 м. Максимальный зарегистрированный размер 81,5 см. У этих акул удлинённое тело жёлто-коричневого цвета, покрытое многочисленными тёмными пятнами. Над грудными плавниками имеются характерные круглые отметины в виде «эполет». Они размножаются, откладывая яйца. Не представляют интереса для коммерческого рыбного промысла.

## Таксономия
Вид впервые научно описан в 2008 году. Голотип представляет собой самца длиной 78,3 см, найденного в небольшой бухте в водах Западного Папуа на глубине 3—4 м. Паратипы: самка длиной 81,5 см, обнаруженная там же. Ранее считалось, что в водах Папуа — Новой Гвинеи обитают глазчатые кошачьи акулы, на которых Hemiscyllium henryi похожи больше всего, однако в этом регионе они не были обнаружены. Различная окраска и анализ ДНК лучше всего подтверждают существование двух самостоятельных видов. Вид назван в честь подводного фотографа Уолкота Генри, активно поддерживающего инициативы Международного общества сохранения природы, включая таксономию рыб вод Новой Гвинеи.

## Ареал
Hemiscyllium henryi обитают на ограниченной территории у берегов Западного Папуа на окаймляющих рифах от 3 до 30 м глубиной.

## Описание
Капюшон на голове от рыла до жабр отсутствует. Рыло до глаз покрыто мелкими тёмными пятнами. Чёрные «эполеты» над грудными плавниками небольшие, в виде вентрально окантованных белым цветом «глазков», у заднего края расположено двух или более круглых или овальных тёмных пятен, окружающих заднюю половину основной отметины. На дорсальной поверхности грудных плавников имеется 6—18 отметин. Тело покрыто крупными и мелкими тёмными отметинами, не образующими сетчатый узор.
У этих акул довольно удлинённое тонкое тело с коротким рылом, предротовое расстояние составляет менее 3 % длины тела. Глаза и окологлазничные гребни приподняты. Ноздри расположены на кончике рыла. Они обрамлены короткими усиками, длина которых менее 1,3 % длины тела. Рот расположен перед глазами и сдвинут ближе к кончику рыла. Нижние губные складки не соединяются на подбородке кожной складкой. Преджаберное расстояние составляет менее 13 % длины тела. Позади глаз имеются брызгальца. Дистанция между анальным отверстием и началом основания анального плавника свыше 38 % длины тела. Грудные и брюшные плавники толстые и мускулистые. Шипы у основания спинных плавников отсутствуют. Спинные плавники одинакового размера, сдвинуты назад. Основание первого спинного плавника расположено позади основания брюшных плавников. Хвостовой стебель очень длинный. Длинный анальный плавник расположен непосредственно перед хвостовым плавником. Хвостовой плавник асимметричный, удлинённый, у края верхней лопасти имеется вентральная выемка, нижняя лопасть неразвита.

## Образ жизни
Hemiscyllium henryi ведут ночной образ жизни. Днём прячутся в расщелинах рифа. Они передвигаются по песку при помощи передних плавников. Эти акулы размножаются, откладывая яйца. Максимальная зарегистрированная длина 82 см.

## Взаимодействие с человеком
Вид не является объектом коммерческого рыбного промысла. Ареал этих акул считается морским заповедником, рыбная ловля там не ведётся, и в целом экологическая обстановка благоприятная. Данных для оценки Международным союзом охраны природы статуса сохранности вида недостаточно.